# Teresa de Portugal i de Barcelona
Teresa de Portugal coneguda com a Teresa la Inquebrantable (Coïmbra, 1181 - Lorvão, 1250) fou infanta de Portugal i reina consort de Lleó (1191-1194). És venerada com a beata per l'Església catòlica.

## Orígens familiars
Filla gran de Sanç I de Portugal i la seva esposa Dolça de Barcelona. Per línia materna era neta del comte de Barcelona Ramon Berenguer IV i de la reina d'Aragó Peronella d'Aragó. Era germana de Sança i de Mafalda que, com ella, van ser monges i, amb el temps, van ser beatificades.

## Núpcies i descendents
Es casà el 1191 a Guimaraes amb el rei Alfons IX de Lleó. D'aquesta unió tingueren:
- l'infant Ferran de Lleó (1192-1214)
- la infanta Sança de Lleó (1193-v 1243)
- la infanta Dolça de Lleó (1194-v 1243)

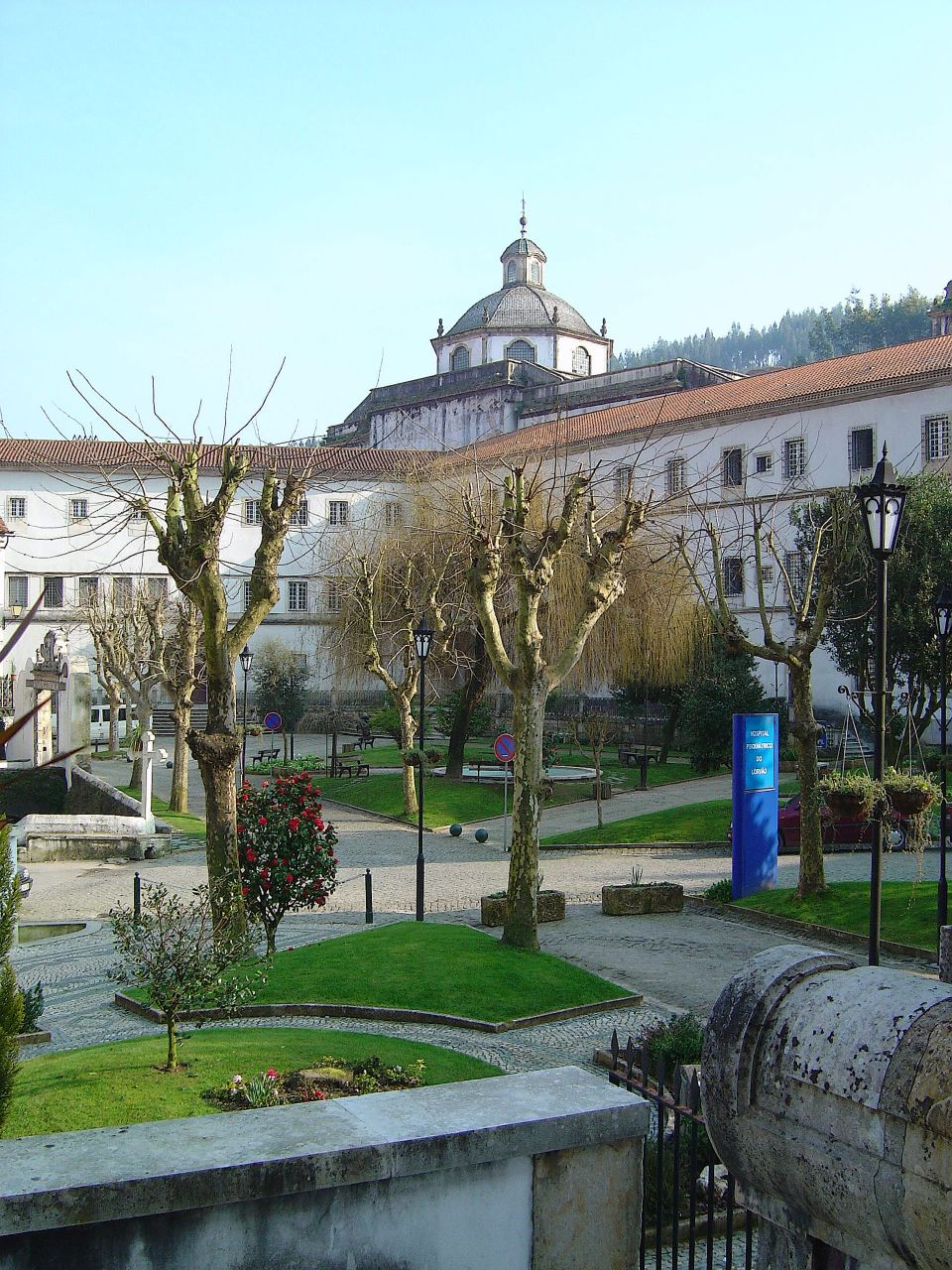
Monestir de São Mamede de Lorvão, on va retirar-se i morir la reina
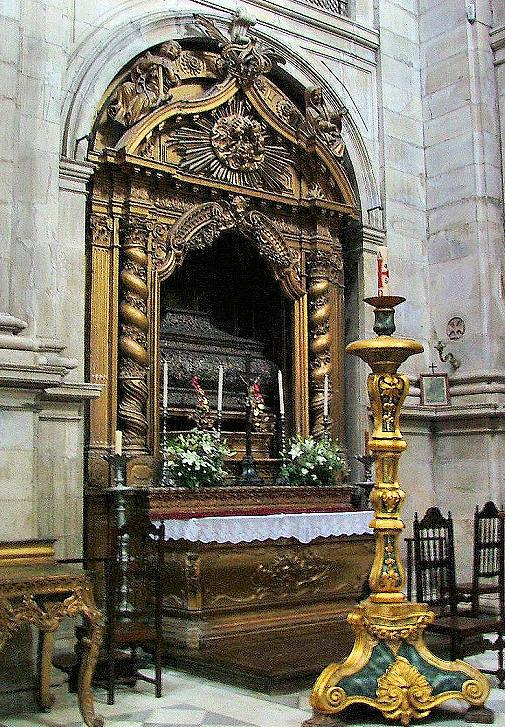
Sepulcre de Teresa al monestir de Lorvão, amb urna d'argent de 1715

## Anul·lació del matrimoni
Teresa de Portugal tingué tres fills amb Alfons de Lleó però la seva unió fou invalidada per decret papal el 1194 adduint qüestions de consanguinitat, ja que ambdós eren cosins.
Aquell mateix any, Teresa retornà a Coïmbra, on el seu pare li va fer donació del monestir benedictí de Lorvão, que va reformar d'acord amb la regla de l'Orde del Cister. Arribà a tenir 300 monges.
El 1230 Alfons de Lleó va morir, havent tingut més fills amb la seva segona esposa Berenguera de Castella. Aquesta segona unió també fou anul·lada per consanguinitat. Llavors esclatà un conflicte entre els hereus d'Alfons. Alfons IX de Lleó havia llegat el regne de Lleó a les seves dues filles Sança de Lleó i Dolça de Lleó, tingudes pel primer matrimoni. Teresa de Portugal, convençuda per Berenguera de Barcelona, va aconseguir la renúncia de les seves dues filles als drets sobre la corona de Lleó pel Tractat de Terceries.Ambdues infantes de Lleó van rebre com a contrapartida una gran quantitat de diners així com certs privilegis cedint els seus drets al seu germà Ferran III de Castella.
Teresa de Portugal, després de la pugna per la successió, va retornar al convent que havia reformat i s'hi reclogué vivint com a monja. Va morir allà el 18 de juny de 1250.

## Beatificació
El 13 de desembre de 1705 Teresa de Portugal fou beatificada pel Papa Climent XI mitjançant la butlla papal Sollicitudo Pastoralis Offici, al costat de la seva germana Sança de Portugal.
La seva festivitat religiosa segons l'església Catòlica se celebra el dia 17 de juny.